# Wichita
Wichita è un comune (city) degli Stati Uniti d'America e capoluogo della contea di Sedgwick nello Stato del Kansas. La popolazione era di 389 255 persone al censimento del 2018, il che la rende la città più popolosa dello stato e la cinquantunesima città più popolosa della nazione. L'area metropolitana di Wichita, che include le contee di Butler, Harvey, Kingman, Sedgwick, e Sumner, possiede una popolazione di 644 888 persone nel 2018.
Fondata nel 1868 e incorporata nel 1870, è situata nei pressi del fiume Arkansas. È una capitale mondiale dell'industria aeronautica; vi si trovano infatti gli stabilimenti della Bombardier, Boeing, Raytheon e Cessna. Nella grande fabbrica della Boeing di Wichita, durante la seconda guerra mondiale venne costruita quasi la metà di tutti i superbombardieri strategici B-29 Superfortress; il programma di produzione accelerata nel gigantesco impianto di Wichita di un'arma ritenuta di importanza decisiva per l'esito della guerra divenne noto come la battaglia del Kansas. I B-29 Superfortress furono i protagonisti degli attacchi aerei contro il Giappone del 1944-45 e in particolare del catastrofico bombardamento incendiario su Tokyo del 10 marzo 1945 e dei bombardamenti atomici di Hiroshima e Nagasaki del 6-9 agosto 1945. Nel secondo dopoguerra a Wichita sono stati costruiti anche la maggior parte dei bombardieri nucleari Boeing B-52 Stratofortress, che rimasero per tutta la guerra fredda il pilastro fondamentale dell'arsenale dello Strategic Air Command.

## Storia
Le prove archeologiche indicano la presenza di abitazioni umane vicino alla confluenza dei fiumi Arkansas e Little Arkansas, il sito dell'attuale Wichita, già nel 3000 a.C. Nel 1541, una spedizione spagnola guidata dall'esploratore Francisco Vázquez de Coronado trovò l'area popolata dai Quivira, o Wichita, persone. Il conflitto con gli Osage nel 1750 spinse i Wichita più a sud. Prima dell'insediamento europeo della regione, il sito si trovava nel territorio dei Kiowa.

### XIX Secolo
Rivendicato prima dalla Francia come parte della Louisiana e successivamente acquisito dagli Stati Uniti con l'acquisto della Louisiana nel 1803, divenne parte del territorio del Kansas nel 1854 e poi dello Stato del Kansas nel 1861. Il popolo Wichita tornò nel 1863, quando fu cacciato dalla propria terra nel Territorio indiano dalle forze confederate durante la guerra civile americana, e stabilì un insediamento sulle rive del Little Arkansas. Durante questo periodo, il commerciante Jesse Chisholm stabilì una stazione commerciale nel sito, una delle tante lungo un sentiero che si estende a sud fino al Texas, che divenne noto come Chisholm Trail. Nel 1867, dopo la guerra, i Wichita tornarono nel Territorio indiano.
Nel 1868 il commerciante James R. Mead faceva parte di un gruppo di investitori che fondarono un'impresa commerciale nella cittadina e il geometra Darius Munger costruì per l'impresa una struttura di tronchi che fungesse da hotel, da centro comunitario e da ufficio postale. Le opportunità commerciali attirarono cacciatori e commercianti della zona e iniziò a formarsi un nuovo insediamento. Quell'estate, Mead e altri costituirono la Wichita Town Company, intitolando l'insediamento alla tribù Wichita. Nel 1870, Munger e l'immigrato tedesco William "Dutch Bill" Greiffenstein presentarono mappe catastali che definivano le prime strade della città. Wichita divenne formalmente una città il 21 luglio 1870. La posizione di Wichita sul Chisholm Trail ne fece una destinazione per l'invio di bestiame che dal Texas andavano verso nord e le ferrovie che portavano ai mercati nelle città degli Stati Uniti orientali. La linea ferroviaria Atchison, Topeka e Santa Fe raggiunse la città nel 1872. Di conseguenza Wichita divenne un punto di riferimento per i convogli di bestiame, guadagnandosi il soprannome di "Cowtown", "città delle vacche". Dall'altra parte del fiume Arkansas, la città di Delano divenne una destinazione di intrattenimento per allevatori di bestiame grazie ai suoi saloon, bordelli e alla mancanza di forze dell'ordine. Entro la metà del decennio, il commercio di bestiame si era spostato a ovest, a Dodge City. Wichita annetté Delano nel 1880. La rapida immigrazione provocò un'ondata speculativa sulla terra alla fine degli anni 1880, stimolando un'ulteriore espansione della città. Il Fairmount College, che alla fine divenne la Wichita State University, fu aperto nel 1886; La Garfield University, che alla fine divenne la Friends University, fu aperta nel 1887. Nel 1890 Wichita era diventata la terza città più grande dello Stato dopo Kansas City e Topeka con una popolazione di quasi 24 000 abitanti. Finita la speculazione, tuttavia, la città entrò in una recessione economica e molti dei coloni originari fallirono.

### XX Secolo

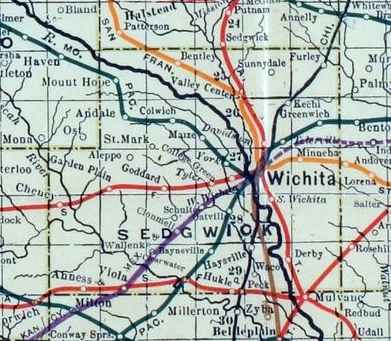
Mappa ferroviaria del 1915 della contea di Sedgwick che mostra le molte ferrovie che attraversavano in passato Wichita

Nel 1914 e nel 1915 furono scoperti giacimenti di petrolio e gas naturale nella vicina contea di Butler. Ciò innescò un altro boom economico a Wichita quando i produttori stabilirono raffinerie, stazioni di rifornimento e sedi centrali nella città. Nel 1917, c'erano cinque raffinerie operative a Wichita con altre sette costruite negli anni 1920. Le carriere e le fortune dei futuri magnati del petrolio Archibald Derby, che in seguito fondò Derby Oil, e Fred C. Koch, che fondò quella che sarebbe diventata Koch Industries, iniziarono entrambi a Wichita durante questo periodo. Il denaro generato dal boom del petrolio ha consentito agli imprenditori locali di investire nella nascente industria manifatturiera degli aeroplani. Nel 1917 Clyde Cessna costruì il suo Cessna Comet a Wichita, il primo aereo costruito in città. Nel 1920 due petrolieri locali invitarono il costruttore di aerei di Chicago Emil "Matty" Laird a produrre i suoi progetti a Wichita, portando alla formazione della Swallow Airplane Company. Due dei primi dipendenti di Swallow, Lloyd Stearman e Walter Beech, fondarono due importanti società con sede a Wichita, Stearman Aircraft nel 1926 e Beechcraft nel 1932, rispettivamente. Cessna, nel frattempo, ha avviato la sua società a Wichita nel 1927. La città divenne un centro dell'industria talmente grande che la Camera di Commercio Aeronautica la ribattezzò "Capitale dell'Aria del Mondo" nel 1929.
Nei decenni successivi, l'aviazione e la produzione di aeromobili hanno continuato a guidare l'espansione della città. Nel 1934 gli stabilimenti di Wichita di Stearman divennero parte della Boeing che sarebbe diventata il più grande datore di lavoro della città. La costruzione iniziale dell'aeroporto municipale di Wichita terminò a sud-est della città nel 1935. Durante la seconda guerra mondiale, il sito ospitò il Wichita Army Airfield e lo stabilimento n. 1 della Boeing Airplane Company. La città conobbe un'esplosione demografica durante la guerra quando divenne un importante centro di produzione per il bombardiere Boeing B-29. Nel 1951 la US Air Force annunciò l'intenzione di assumere il controllo dell'aeroporto per stabilire la McConnell Air Force Base. Nel 1954 tutto il traffico aereo non militare si era spostato al nuovo aeroporto di Wichita Mid-Continent a ovest della città. Nel 1962 la Lear Jet Corporation aprì il suo stabilimento adiacente al nuovo aeroporto.
Durante la fine del XIX e XX secolo, molte altre importanti aziende e marchi hanno avuto le loro origini a Wichita. A. A. Hyde fondò la fabbrica di prodotti per la cura della salute Mentholatum a Wichita nel 1889. Il rivenditore di articoli sportivi e attrezzatura da campeggio Coleman iniziò in città all'inizio del 1900. Un certo numero di franchising di fast food iniziarono a Wichita, iniziando con White Castle nel 1921 e seguiti da molti altri negli anni '50 e '60, incluso Pizza Hut nel 1958. Negli anni '70 e '80, la città divenne un centro regionale di assistenza sanitaria e ricerca medica.
Wichita è stata più volte al centro delle controversie politiche nazionali nella sua storia. Nel 1900 la famosa estremista della temperanza Carrie Nation tenne una manifestazione a Wichita dopo aver appreso che la città non stava applicando l'ordinanza proibizionista del Kansas. Il sit-in del Dockum Drug Store ebbe luogo in città nel 1958 con i manifestanti che spingevano per la desegregazione. Nel 1991 migliaia di manifestanti anti-aborto bloccarono con sit-in le cliniche abortiste di Wichita, in particolare la clinica di George Tiller. Tiller è stato successivamente ucciso a Wichita da Scott Roeder nel 2009.

### XXI Secolo
Fatta eccezione per un periodo lento negli anni '70, Wichita ha continuato a crescere costantemente nel 21º secolo. Alla fine degli anni 1990 e 2000, il governo della città e le organizzazioni locali hanno iniziato a collaborare per il rilancio del centro di Wichita e dei quartieri più vecchi della città. Intrust Bank Arena ha aperto in centro nel 2010.
Boeing ha terminato le sue operazioni a Wichita nel 2014. Tuttavia, la città rimane un centro nazionale di produzione di aeromobili con altre società tra cui Spirit AeroSystems e Airbus che mantengono strutture a Wichita.
Wichita Mid-Continent Airport è stato ufficialmente ribattezzato Wichita Dwight D.Eisenhower National Airport dopo il nativo del Kansas e presidente degli Stati Uniti nel 2015.

## Geografia fisica

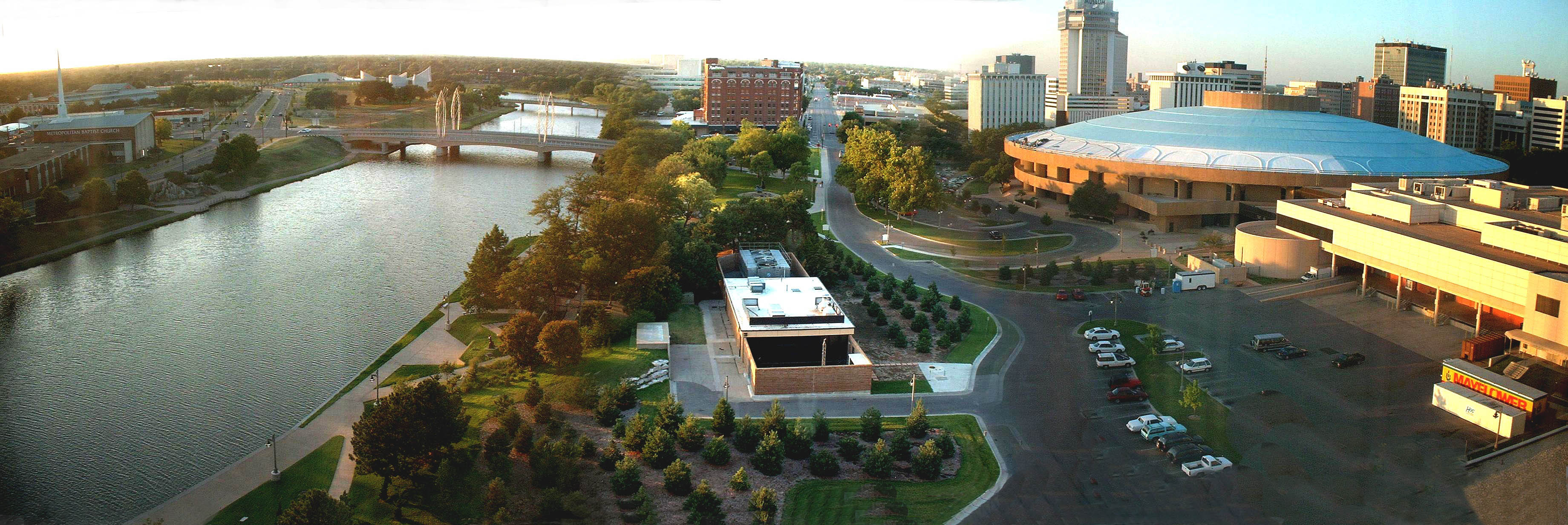
Panorama di Wichita con il fiume Arkansas a sinistra

Wichita è situata a 37°41′20″N 97°20′10″W (37,688888, -97,336111).
Secondo lo United States Census Bureau, ha un'area totale di 163,59 miglia quadrate (423,70 km²). Si trova ad un'altitudine di 1 299 piedi (396 m). Wichita si trova nel Kansas centro-meridionale, all'incrocio tra l'Interstate 35 e la US Route 54, parte del Midwest degli Stati Uniti, si trova a 253 km a nord di Oklahoma City, a 291 km a sud-ovest di Kansas City e 707 km a est-sud-est di Denver.
La città si trova sul fiume Arkansas vicino al bordo occidentale delle Flint Hills nella regione Wellington-McPherson Lowlands delle Grandi Pianure. La topografia dell'area è caratterizzata dall'ampia pianura alluvionale della valle del fiume Arkansas e dai pendii moderatamente ondulati che salgono alle terre più alte su entrambi i lati.
L'Arkansas segue un percorso tortuoso, sud-sud-est attraverso Wichita, dividendo approssimativamente la città. È unito lungo il suo corso da diversi affluenti che scorrono generalmente verso sud. Il più grande è il fiume Little Arkansas, che entra in città da nord e si unisce all'Arkansas immediatamente a ovest del centro. Più a est si trova Chisholm Creek, che si unisce all'Arkansas nella parte più meridionale della città. Gli affluenti del Chisholm drenano gran parte della metà orientale della città; questi includono le Forks occidentali, centrali e orientali del torrente e, più a sud, Gypsum Creek. Il gesso è alimentato dal proprio affluente, Dry Creek. Altri due affluenti dell'Arkansas si trovano a ovest del suo corso; da est a ovest, questi sono Big Slough Creek e Cowskin Creek. Entrambi corrono a sud attraverso la parte occidentale della città. Fourmile Creek, un affluente del fiume Walnut, scorre a sud attraverso la parte più orientale della città.
Secondo lo United States Census Bureau, la città ha un'area totale di 163,59 miglia quadrate (423,70 km²), di cui 159,29 miglia quadrate (412,56 km²) è terra e 4,30 miglia quadrate (11,14 km²) è acqua.
Essendo il cuore dell'area metropolitana di Wichita, la città è circondata dalla periferia. Confinando con Wichita a nord si trovano, da ovest a est, Valley Center, Park City, Kechi e Bel Aire. Racchiuso all'interno di Wichita centro-orientale è Eastborough. Adiacente al lato est della città è Andover. La McConnell Air Force Base si trova nell'estremo angolo sud-est della città. A sud, da est a ovest, si trovano Derby e Haysville. Goddard e Maize confinano con Wichita rispettivamente a ovest e nord-ovest.

### Clima
Wichita si trova all'interno della zona di transizione della zona a clima subtropicale umido e della zona a clima continentale umido (Köppen Cfa / Dfa), caratterizzata da estati calde e umide e inverni freddi e secchi. Situata sulle Grandi Pianure, lontano da influenze moderatrici date da montagne o grandi specchi d'acqua, Wichita spesso sperimenta condizioni meteorologiche avverse con temporali che si verificano frequentemente durante i mesi primaverili ed estivi. Questi occasionalmente portano grandi grandinate e fulmini frequenti. Quelle particolarmente distruttive hanno colpito più volte l'area di Wichita nel corso della sua storia: nel settembre 1965; durante lo scoppio di Andover, Kansas Tornado dell'aprile 1991 e durante l'epidemia di tornado in Oklahoma del maggio 1999. Gli inverni sono freddi e secchi; poiché Wichita è all'incirca a metà strada tra il Canada e il Golfo del Messico, i periodi di freddo e di caldo sono ugualmente frequenti. Le masse d'aria calda del Golfo del Messico possono far aumentare di molto le temperature in pieno inverno, mentre le masse d'aria fredda dell'Artico possono occasionalmente abbassare la temperatura al di sotto di 0 °F. La velocità del vento in città è in media di 21 km/h). In media, gennaio è il mese più freddo (e il più secco), luglio il più caldo e giugno il più piovoso.
La temperatura media annua della città è di 13,8 °C. Nel corso dell'anno, la temperatura media giornaliera mensile varia da 0,1 °C di gennaio a 27,3 °C di luglio. La temperatura più calda registrata a Wichita è stata di 46 °C (114 °F) nel 1936; la temperatura più fredda registrata è stata di −30 °C (−22 °F) il 12 febbraio 1899.
Wichita riceve in media circa 830 mm di precipitazioni all'anno, la maggior parte delle quali cade nei mesi più caldi, e ha 88 giorni di precipitazioni misurabili. L'umidità relativa media è dell'80% al mattino e del 49% alla sera. Le precipitazioni nevose annuali sono in media di 40 cm. Le nevicate misurabili si verificano in media dieci giorni all'anno con almeno un pollice (2,5 cm circa) di neve che cade in cinque di quei giorni. L'altezza della neve di almeno un pollice si verifica in media 15 giorni all'anno. Temperature sotto zero si hanno in genere dal 26 ottobre all'11 aprile.

## Società

### Evoluzione demografica
Secondo il censimento del 2018, gli abitanti erano 389 255.
In termini di popolazione, Wichita è la città più grande del Kansas e la 51ª città più grande degli Stati Uniti. È etnicamente più simile al resto degli Stati Uniti rispetto a qualsiasi altra grande città.

### Censimento 2010
A partire dal censimento del 2010, c'erano 382 368 persone, 151 818 famiglie e 94 862 famiglie residenti in città. La densità di popolazione era di 2 304,8 per miglio quadrato (889,9/km²). C'erano 167 310 unità abitative con una densità media di 1 022,1 per miglio quadrato (475,9/km²). La composizione razziale della città era del 71,9% bianco, 11,5% afroamericano, 4,8% asiatico, 1,2% indiano americano, 0,1% isolano del Pacifico, 6,2% da altre razze e 4,3% da due o più razze. Ispanici e latini di qualsiasi razza erano il 15,3% della popolazione.
Delle 151 818 famiglie, il 33,4% aveva figli di età inferiore ai 18 anni che convivevano con loro, il 44,1% erano coppie sposate che convivono, il 5,2% aveva un capofamiglia maschio senza moglie presente, il 13,1% aveva una donna capofamiglia senza marito presente e 37,5 % erano non famiglie. Il 31,1% di tutte le famiglie era composto da individui e il 9,1% aveva qualcuno che viveva da solo che aveva 65 anni o più. La dimensione media della famiglia era 2,48 e la dimensione media della famiglia era 3,14.
L'età media in città era di 33,9 anni. Il 26,6% dei residenti aveva meno di 18 anni; Il 10,1% aveva un'età compresa tra i 18 e i 24 anni; il 26,9% era da 25 a 44; Il 24,9% era compreso tra 45 e 64; e l'11,5% aveva 65 anni o più. La composizione di genere della città era del 49,3% di uomini e del 50,7% di donne.
Il reddito medio per una famiglia in città era di 44477 $ e il reddito medio per una famiglia era di 57088 $. I maschi avevano un reddito medio di 42783 $ contro 32155 $ per le femmine. Il reddito pro capite per la città era di 24517 $. Circa il 12,1% delle famiglie e il 15,8% della popolazione erano al di sotto della soglia di povertà, compreso il 22,5% di quelli di età inferiore a 18 anni e il 9,9% di quelli di età pari o superiore a 65 anni.

### Economia

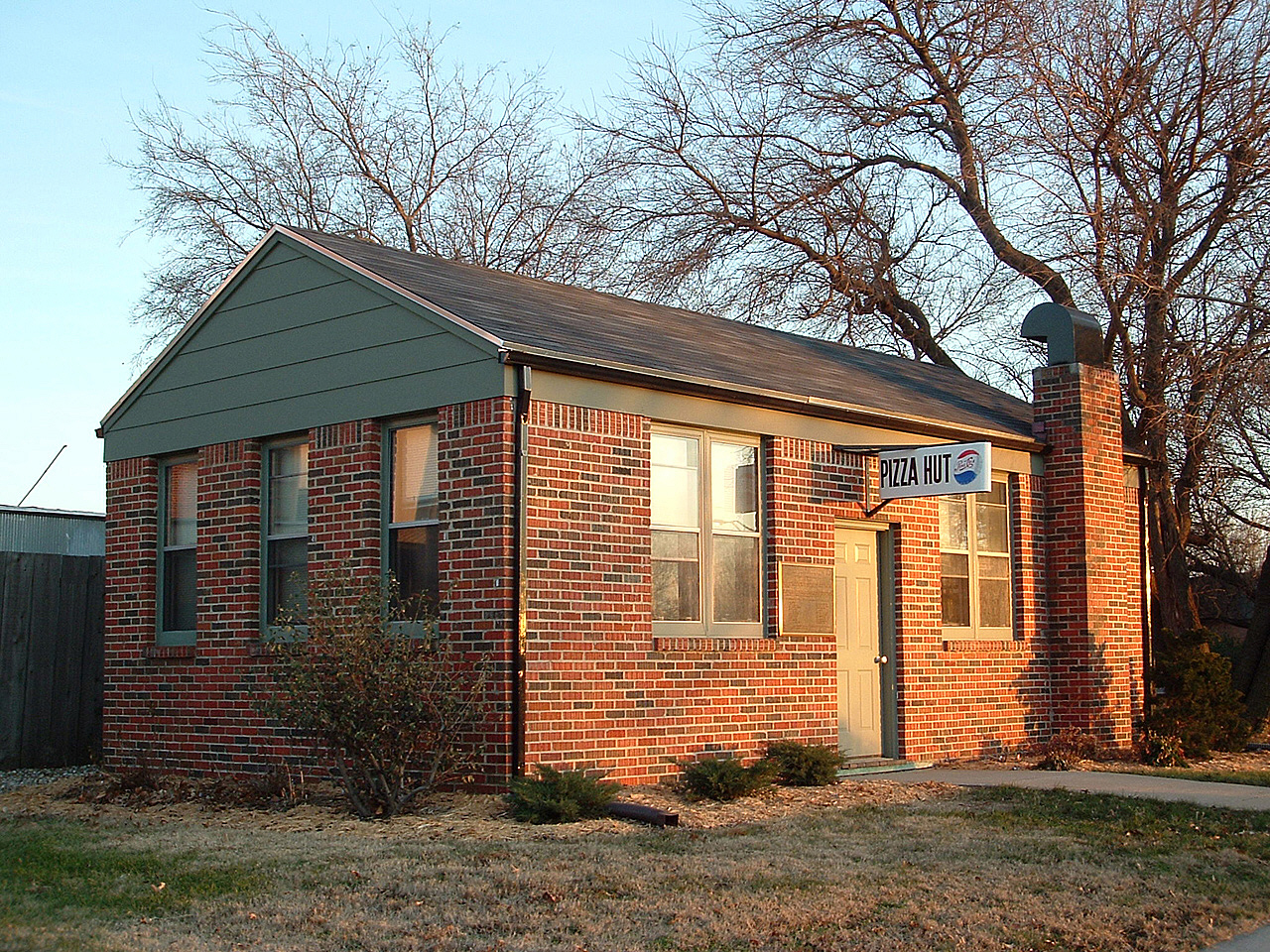
La prima sede della catena di Pizza Hut, poi spostata al campus del dell'Università statale di Wichita (2004)

È il luogo di nascita di famosi ristoranti come White Castle e Pizza Hut. Un sondaggio su noti marchi con sede in Kansas condotto da RSM Marketing Services e dal Wichita Consumer Research Center ha mostrato che molti dei 25 principali marchi con sede in Kansas come Koch, Coleman, Cessna, Pizza Hut, Beechcraft, Freddy's e altri hanno sede in Wichita.
Il principale settore industriale di Wichita è la manifattura, che nel 2003 rappresentava il 21,6% dell'occupazione nell'area. La produzione di aeromobili ha dominato a lungo l'economia locale e svolge un ruolo così importante da avere la capacità di influenzare la salute economica dell'intera regione; lo stato offre agevolazioni fiscali e altri incentivi ai produttori di aeromobili.
L'assistenza sanitaria è la seconda industria di Wichita, che impiega circa 28 000 persone nell'area locale. Poiché le esigenze sanitarie rimangono abbastanza coerenti indipendentemente dall'economia, questo campo non è stato soggetto alle stesse pressioni che hanno colpito altri settori all'inizio degli anni 2000. Il Kansas Spine Hospital è stato inaugurato nel 2004, così come una torre di terapia intensiva presso il Wesley Medical Center. Nel luglio 2010 Via Christi Health, il più grande fornitore di servizi sanitari in Kansas, ha aperto un ospedale che servirà l'area nord-occidentale di Wichita. L'ospedale di Via Christi a Santa Teresa è il quinto ospedale del sistema a servire la comunità di Wichita. Nel 2016, Wesley Healthcare ha aperto il Wesley Children's Hospital, il primo e unico ospedale per bambini nell'area di Wichita.
Grazie al boom petrolifero dell'inizio del XX secolo nella vicina contea di Butler, nel Kansas, Wichita divenne una grande città petrolifera, con dozzine di società di esplorazione petrolifera e imprese di supporto. La più famosa di queste era Koch Industries, oggi un conglomerato globale di risorse naturali. La città un tempo era anche la sede dell'ex Derby Oil Company, acquistata dalla Coastal Corporation nel 1988. Wichita ospita le organizzazioni per il petrolio e il gas naturale Kansas Strong e Kansas Independent Oil & Gas Association (KIOGA)
Koch Industries e Cargill, le due più grandi società private negli Stati Uniti, gestiscono entrambe le sedi centrali a Wichita. La principale sede aziendale globale di Koch Industries si trova in un grande complesso di torri per uffici nel nord-est di Wichita. Cargill Meat Solutions Div., Un tempo il terzo produttore di carne bovina della nazione, ha sede in centro. Altre aziende con sede a Wichita includono il produttore di montagne russe Chance Morgan, il rivenditore di cibo gourmet Dean & Deluca, la società di energia rinnovabile Alternative Energy Solutions e la Coleman Company, un produttore di forniture per il campeggio e le attività ricreative all'aperto. Air Midwest, la prima compagnia aerea "pendolare" ufficialmente certificata della nazione, è stata fondata e ha sede a Wichita ed è diventata l'ottava compagnia aerea regionale più grande della nazione prima del suo scioglimento nel 2008.
Nel 2013 il 68,2% della popolazione di età superiore ai 16 anni faceva parte della forza lavoro. Lo 0,6% era nelle forze armate e il 67,6% nella forza lavoro civile con il 61,2% occupato e il 6,4% disoccupato. La composizione occupazionale della forza lavoro civile occupata era: 33,3% nel management, negli affari, nella scienza e nelle arti; 25,1% nelle vendite e negli uffici; 17,2% nelle professioni di servizio; 14,0% nella produzione, nel trasporto e nella movimentazione dei materiali; 10,4% in risorse naturali, costruzione e manutenzione. Le tre industrie che impiegavano le maggiori percentuali della forza lavoro civile attiva erano i servizi educativi, l'assistenza sanitaria e l'assistenza sociale (22,3%); manifatturiero (19,2%); e commercio al dettaglio (11,0%).
Il costo della vita a Wichita è inferiore alla media; rispetto a una media statunitense di 100, l'indice del costo della vita per la città è 84,0. A partire dal 2013 il valore medio della casa in città era di 117500 $, il costo mensile medio selezionato per il proprietario era di 1194 $ per le unità abitative con un mutuo e 419 $ per quelle senza, e l'affitto lordo medio era di 690 $.
Wichita ha una reputazione nazionale nei media statunitensi come luogo economico e piacevole in cui vivere. Nel luglio 2006, CNN / Money and Money ha classificato Wichita al nono posto nella lista delle 10 migliori grandi città statunitensi in cui vivere. Nel 2008, MSN Real Estate ha classificato Wichita al primo posto nella lista delle città più convenienti. Nel suo sondaggio "Best Places to Live" del 2019, U. S. News & World Report, ha classificato Wichita al 79º posto su 125 città degli Stati Uniti e ha notato che la criminalità violenta a Wichita era aumentata negli ultimi anni. Nel KIDS COUNT Data Book del 2019, nella sua classifica annuale "State Rankings on Overall Child Well-Being", il Kansas è stato classificato al 15º posto su 50 stati. Tuttavia, lo stato ha un tasso di incarcerazione di minori significativamente più alto rispetto alla nazione, in generale, e un tasso più alto di stato che prende i bambini dalle loro case.

## Infrastrutture e trasporti

### Aeroporti
La città è servita dall'Aeroporto di Wichita Mid-Continent.